# Социјално-либерална странка Републике Српске
Социјално-либерална странка Републике Српске (СЛС РС) је бивша странка политичког центра у Републици Српској, која је током свог дјеловања углавном сарађивала са странкама лијеве политичке оријентације. Странка је настала у фебруару 1996. године пререгистрацијом тадашње Либералне странке Бањалуке, која је прије рата представљала Општински одбор Либералне странке БиХ, на чијем је челу био Расим Кадић. Крајем 1991. године странку подназивом "ЛИБЕРАЛНА СТРАНКА БАЊА ЛУКА" формирају одборници у бањалучкој Скупштини Спасоје Кнежевић, Раде Дујаковић, Зоран Марковић, Милан Тукић.  За првог Предсједника странке је изабран проф. др Миодраг Живановић, а за Генералног секретара Милан Тукић. Странка је од 1990. до 1996. године у бањалучкој скупштини имала 7 одборника. Такође, странка је од 1992. године, па до гашења издавала страначко гласило „Нови прелом“.
На општим изборима у БиХ 1996. године странка је учествовала у оквиру коалиције Савез за мир и прогрес, у оквиру које се приближила странкама лијевог политичког усмјерења, са којима је коалирала и у каснијој изборној трци. Крајем 1999. године страначки органи доносе одлуку да се странка присаједини СНСД-у. Против ове одлуке био је и бивши предсједник проф.др Миодраг Живановић и неколико чланова странке.
Присаједињење СНСД-у предводе предсједник др Раде Дујаковић, потпредсједник, Зоран Ружичић, предсједник Извршног одбора странке Ђорђе Латиновић, чланови Извршног одбора Нада Тешановић, Бором Славнић, Мирко Рисовић, Милан Тукић, Зоран Баошић,Остоја Стевановић и Бранко Мораит.  